# Bergwerk Thülen
Bergwerk Thülen este o arie protejată (arie specială de conservare — SAC, sit de importanță comunitară — SCI) din Germania întinsă pe o suprafață de 1,45 ha, integral pe uscat.

## Localizare
Centrul sitului Bergwerk Thülen este situat la coordonatele 51°25′45″N 8°39′29″E / 51.4292°N 8.6581°E.

## Înființare
Situl Bergwerk Thülen a fost declarat sit de importanță comunitară în martie 2001 pentru a proteja 3 specii de animale. Situl a fost protejat și ca arie specială de conservare în decembrie 2001.

## Biodiversitate
Situată în ecoregiunea continentală, aria protejată nu include niciun habitat protejat.
La baza desemnării sitului se află mai multe specii protejate de  mamifere (3): liliac cu urechi mari (Myotis bechsteinii), liliac de iaz (Myotis dasycneme), liliac comun (Myotis myotis).
Pe lângă speciile protejate, pe teritoriul sitului au mai fost identificate 6 specii de mamifere.